# Старе Рамення (Новгородська область)
Старе Рамення (рос. Старое Раменье) — присілок в Пестовському районі Новгородської області Російської Федерації.
Населення становить 24 особи. Входить до складу муніципального утворення Биковське сільське поселення.

## Історія
Від 2004 року входить до складу муніципального утворення Биковське сільське поселення

## Населення
| 2010 |
| ---- |
| 24   |